# Estación de San Sebastián

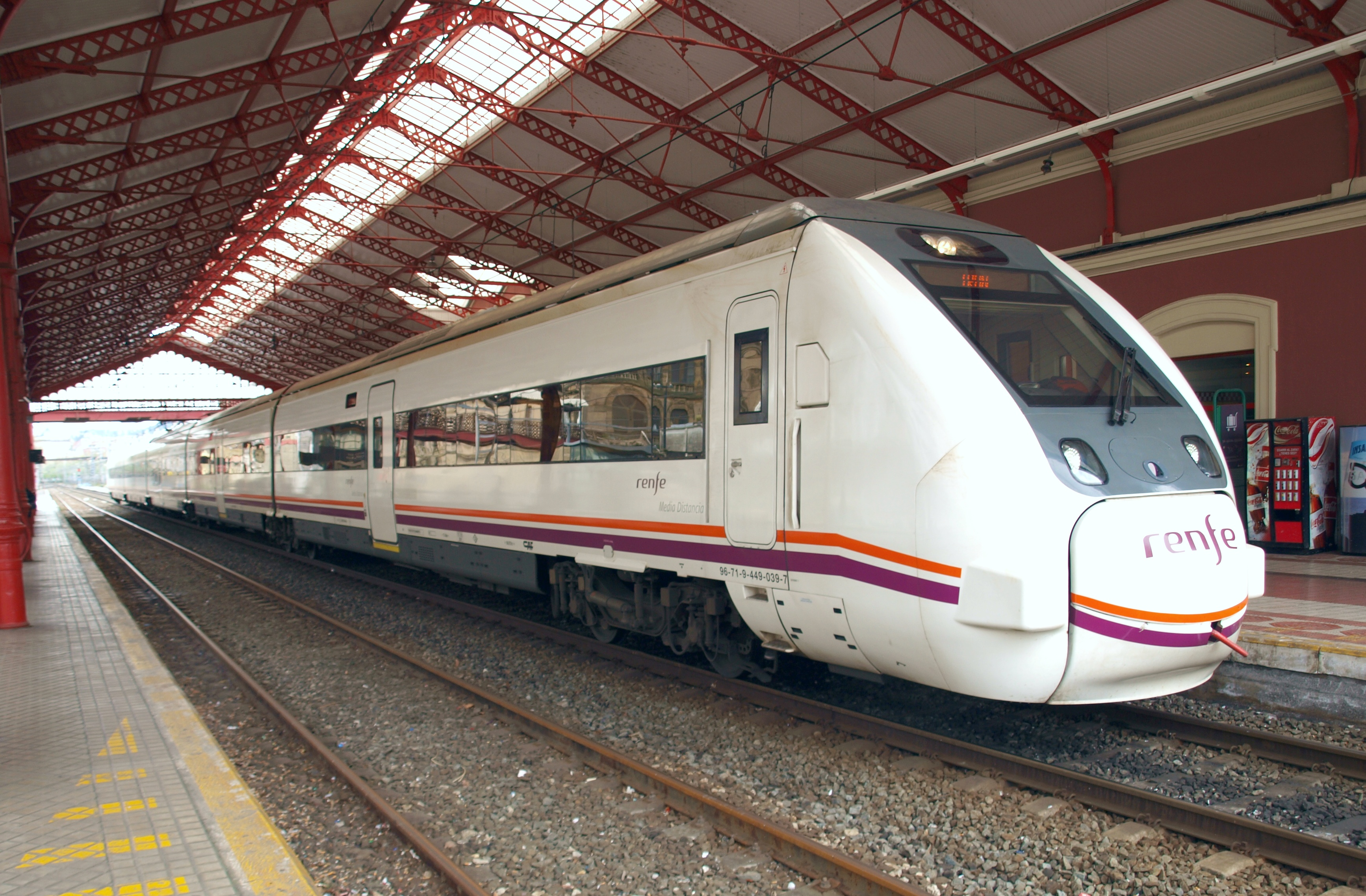
MD 449 RENFE Eisenbahnunternehmen, im Estación de San Sebastián

Estación de San Sebastián, auch als „Estación del Norte“ (deutsch: Nordbahnhof) bekannt, ist ein Bahnhof der Stadt San Sebastian in der Provinz Gipuzkoa (span. Guipúzcoa) in der spanischen Autonomen Gemeinschaft Baskenland. Der Bahnhof liegt bei km 622,5  der Bahnstrecke Madrid–Hendaye. Es werden sowohl nationale als auch internationale Verbindungen bedient. Der Bahnhof wird betrieben von Administrador de Infraestructuras Ferroviarias (ADIF). Im Jahre 2010 wurde er von rund 315.000 Fahrgästen genutzt.

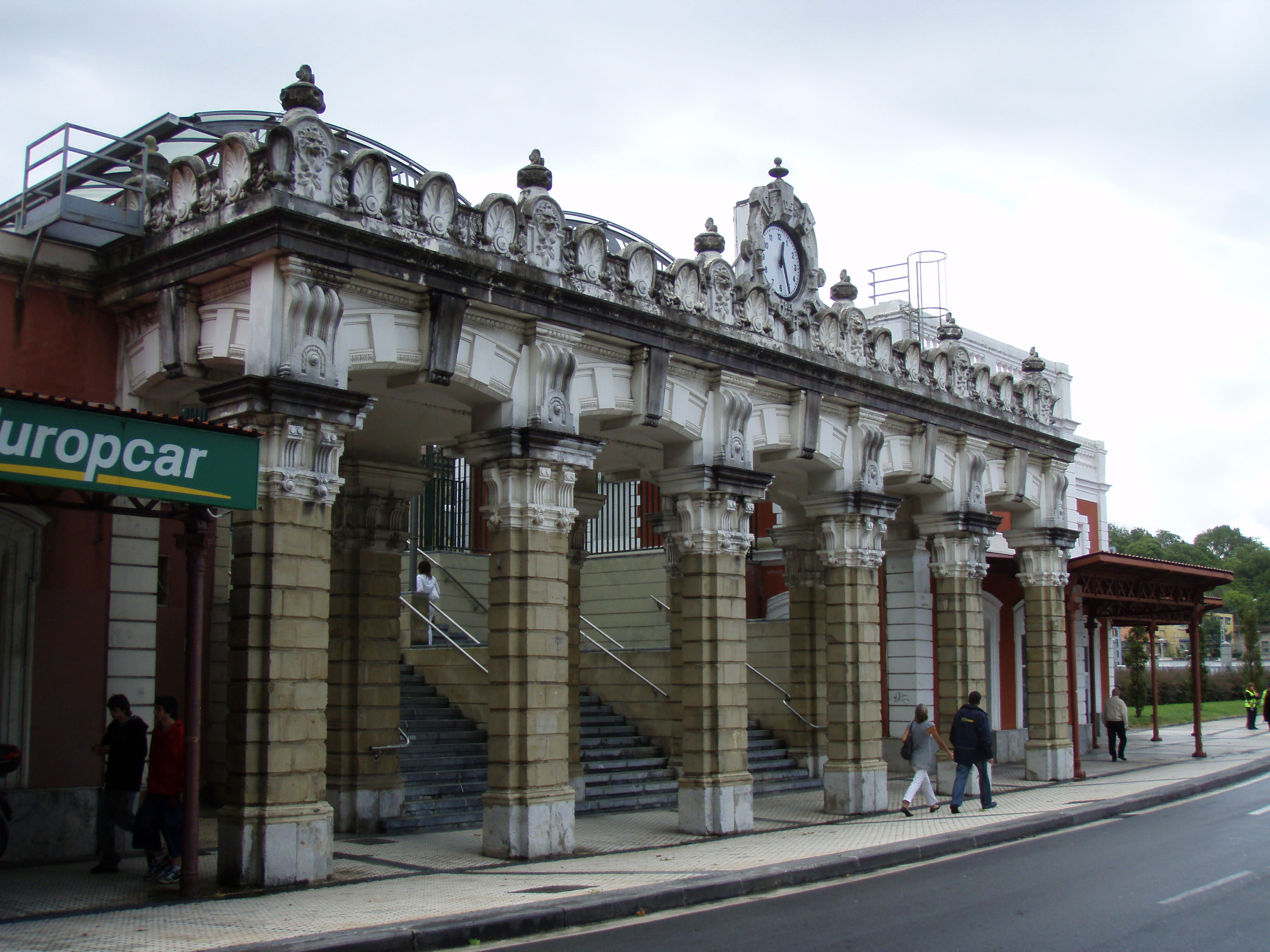
Haupteingang

## Geschichte
Estación de San Sebastián wurde von dem französischen Eisenbahn-Ingenieur C. A. Letourneur erbaut und am 15. August 1864 eingeweiht.
Bedeutung in der Geschichte Spaniens bekam der Bahnhof im Jahre 1868, als von dort die in Folge der Sexenio Revolucionario gestürzte spanische Königin Isabella II. ins Exil nach Frankreich floh. 
Der 1864 eröffnete Bahnhof ist eines der geschützten Denkmäler der Stadt.